# Rio de Contas
Rio de Contas is een gemeente in de Braziliaanse deelstaat Bahia. De gemeente telt 13.816 inwoners (schatting 2009).

## Aangrenzende gemeenten
De gemeente grenst aan Abaíra, Brumado, Dom Basílio, Érico Cardoso, Ituaçu, Jussiape en Livramento de Nossa Senhora.